# Стрепетов, Григорий Михайлович
Григорий Михайлович Стрепетов (1905, дер. Коровино, Псковская губерния — 28 декабря 1943, Кировоградская область) — командир роты 222-го гвардейского стрелкового полка 72-й гвардейской стрелковой дивизии 7-й гвардейской армии Степного фронта, гвардии лейтенант. Герой Советского Союза.

## Биография
Родился в 1905 году в деревне Коровино в крестьянской семье. Окончил 5 классов. Жил в городе Белове Кемеровской области. Работал на цинковом заводе. Член ВКП(б) с 1932 года.
В Красной Армии с 1941 года. На фронте в Великую Отечественную войну с сентября 1942 года. В 1943 году окончил курсы усовершенствования офицерского состава.
Командир роты 222-го гвардейского стрелкового полка гвардии лейтенант Григорий Стрепетов в ночь на 26 сентября 1943 года с группой бойцов в числе первых переправился через реку Днепр близ села Бородаевка Верхнеднепровского района Днепропетровской области Украины и закрепился на рубеже. За день группа отразила несколько вражеских контратак, нанеся противнику значительный урон в живой силе и технике. Во время отражения неприятельских атак, группа гвардии лейтенанта Стрепетова истребила семьдесят противников, уничтожила три станковых пулемёта, а затем перешла в наступление и к исходу дня заняла траншеи противника на высоте за селом. Лично гвардии лейтенант Г. М. Стрепетов, вступив в единоборство с группой из пятнадцати фашистов, истребил десятерых из них.
Указом Президиума Верховного Совета СССР от 26 октября 1943 года за образцовое выполнение боевых заданий командования и проявленные при этом мужество и героизм гвардии лейтенанту Стрепетову Григорию Михайловичу присвоено звание Героя Советского Союза с вручением ордена Ленина и медали «Золотая Звезда».
Погиб в бою 28 декабря 1943 года. Похоронен в селе Верблюжка.
Награждён орденом Ленина, орденами Красного Знамени, Отечественной войны 1-й и 2-й степени.
Мемориальная доска установлена на здании Беловского цинкового завода Кемеровской области, где работал будущий Герой, его имя носят улицы в посёлке городского типа Бежаницы Псковской области и в городе Белове.